# Nazionale maschile under 20 di calcio della Polonia
La nazionale di calcio polacca U-20 è la rappresentativa calcistica Under-20 della Polonia ed è posta sotto l'egida della PZPN. Nella gerarchia delle nazionali calcistiche giovanili polacche è posta prima della nazionale Under-21 e dopo la nazionale Under-19.

## Partecipazioni a competizioni internazionali

### Mondiali Under-20
| Anno   | Piazzamento      | G               | V               | N*              | P               | GF              | GS              |
| ------ | ---------------- | --------------- | --------------- | --------------- | --------------- | --------------- | --------------- |
| 1977   | Non qualificata  | Non qualificata | Non qualificata | Non qualificata | Non qualificata | Non qualificata | Non qualificata |
| 1979   | Quarto posto     | 6               | 2               | 2               | 2               | 10              | 6               |
| 1981   | Primo turno      | 3               | 1               | 0               | 2               | 4               | 2               |
| 1983   | Terzo posto      | 6               | 4               | 0               | 2               | 13              | 7               |
| 1985   | Non qualificata  | Non qualificata | Non qualificata | Non qualificata | Non qualificata | Non qualificata | Non qualificata |
| 1987   | Non qualificata  | Non qualificata | Non qualificata | Non qualificata | Non qualificata | Non qualificata | Non qualificata |
| 1989   | Non qualificata  | Non qualificata | Non qualificata | Non qualificata | Non qualificata | Non qualificata | Non qualificata |
| 1991   | Non qualificata  | Non qualificata | Non qualificata | Non qualificata | Non qualificata | Non qualificata | Non qualificata |
| 1993   | Non qualificata  | Non qualificata | Non qualificata | Non qualificata | Non qualificata | Non qualificata | Non qualificata |
| 1995   | Non qualificata  | Non qualificata | Non qualificata | Non qualificata | Non qualificata | Non qualificata | Non qualificata |
| 1997   | Non qualificata  | Non qualificata | Non qualificata | Non qualificata | Non qualificata | Non qualificata | Non qualificata |
| 1999   | Non qualificata  | Non qualificata | Non qualificata | Non qualificata | Non qualificata | Non qualificata | Non qualificata |
| 2001   | Non qualificata  | Non qualificata | Non qualificata | Non qualificata | Non qualificata | Non qualificata | Non qualificata |
| 2003   | Non qualificata  | Non qualificata | Non qualificata | Non qualificata | Non qualificata | Non qualificata | Non qualificata |
| 2005   | Non qualificata  | Non qualificata | Non qualificata | Non qualificata | Non qualificata | Non qualificata | Non qualificata |
| 2007   | Ottavi di finale | 4               | 1               | 1               | 2               | 4               | 10              |
| 2009   | Non qualificata  | Non qualificata | Non qualificata | Non qualificata | Non qualificata | Non qualificata | Non qualificata |
| 2011   | Non qualificata  | Non qualificata | Non qualificata | Non qualificata | Non qualificata | Non qualificata | Non qualificata |
| 2013   | Non qualificata  | Non qualificata | Non qualificata | Non qualificata | Non qualificata | Non qualificata | Non qualificata |
| 2015   | Non qualificata  | Non qualificata | Non qualificata | Non qualificata | Non qualificata | Non qualificata | Non qualificata |
| 2017   | Non qualificata  | Non qualificata | Non qualificata | Non qualificata | Non qualificata | Non qualificata | Non qualificata |
| 2019   | Ottavi di finale | 4               | 1               | 1               | 2               | 5               | 3               |
| 2023   | Non qualificata  | Non qualificata | Non qualificata | Non qualificata | Non qualificata | Non qualificata | Non qualificata |
| Totale | 5/23             | 23              | 9               | 4               | 10              | 36              | 28              |

## Tutte le rose

### Campionato mondiale di calcio Under-20
Campionato del mondo Under-20 19791 Kazimierski, 2 Chojnacki, 3 Kajrys, 4 Król, 5 Buda, 6 Pałasz, 7 Frankowski, 8 Nowicki, 9 Skrobowski, 10 Gruszka, 11 Janiec, 12 Stawarz, 13 Buncol, 14 Pękala, 15 Skiba, 16 Jarosz, 17 Wiśniewski, 18 Baran, CT: Bednarczyk
Campionato del mondo Under-20 19811 Wandzik, 2 Grzanka, 3 Kaczmarek, 4 Sokołowski, 5 Majer, 6 Tarasiewicz, 7 Wdowczyk, 8 Urban, 9 Koźlik, 10 Dziekanowski, 11 Rzepka, 12 Zajda, 13 Kowalik, 14 Boguszewski, 15 Pękala, 16 Geszlecht, 17 Świątek, 18 Łatka, CT: Obrębski
Campionato del mondo Under-20 19831 Wandzik, 2 Piotrowicz, 3 Wenclewski, 4 Gorgon, 5 Modrzejewski, 6 Gruszecki, 7 Myśliński, 8 Wraga, 9 Klemenz, 10 Błaszczyk, 11 Krauze, 12 Bako, 13 Waśniewski, 14 Dobrowolski, 15 Szczepański, 16 Stroiński, 17 Ludwiczak, 18 Leśniak, CT: Broniszewski
Campionato del mondo Under-20 20071 Białkowski, 2 Starosta, 3 Fojut, 4 Król, 5 Strugarek, 6 Danch, 7 Marek, 8 Marciniak, 9 Małecki, 10 Janoszka, 11 Janczyk, 12 Tytoń, 13 Rączka, 14 Szałek, 15 Dąbrowski, 16 Krychowiak, 17 Feter, 18 Sacha, 19 Adamiec, 20 Cywka, 21 Szczęsny, CT: Globisz
Campionato del mondo Under-20 20191 Majecki, 2 Nawrocki, 3 Puchacz, 4 Gryszkiewicz, 5 Szota, 6 Walukiewicz, 7 Makowski, 8 Bogusz, 9 Steczyk, 10 Kopacz, 11 Bednarczyk, 12 Mleczko, 13 Skóraś, 14 Zalewski, 15 Sobociński, 16 Slisz, 17 Benedyczak, 18 Stanilewicz, 19 Łyszczarz, 20 Zylla, 21 Niemczycki, CT: Magiera